# Краљевина Њемачка
Краљевина Њемачка или Њемачка краљевина (лат.  — „Тевтонска краљевина”, њем. Deutsches Reich), историографски је термин који се користи за средњовјековну државу која се развила из источног дијела бившег Каролиншког царства. Као Англосаксонска Енглеска и средњовјековна Француска, Њемачка краљевина је била „конгломерат, спој великог броја некада засебних и независних… народа и краљевстава”. Источна Франачка је настала Верденским споразумом 843. године, којом су владали Каролинзи све до 911. године, послије чега је краљевина била изборна. Првобитни изборници су били владари племенски војводстава, који су углавном бирали једног међу собом. Послије 962. године, када је Отон I крунисан за цара, краљевина је чинило највећи дио Светог римског царства, које је укључивало Италију (послије 951), Бохемију (послије 1004) и Бургундију (послије 1032).
Термин „краљ Нијемаца” (лат. rex teutonicorum) први пут је употријебљен за вријеме папе Гргура  током Борбе за инвеституру (касни 11. вијек), можда као полемичко средство против цара Хајнриха IV. У 12. вијеку, како би се истакао царски и транснационални карактер свог положаја, цареви су почели да користе титулу краљ Римљана (лат. rex Romanorum) послије свог избора (кнежеви изборници, неколико њемачких епископа и племића). Различита титулатура за Њемачку, Италију и Бургундију, које су традиционално имали своје судове, законе и канцеларије, постепено су излазиле из употребе. Послије Царске реформе и реформе насеља, њемачки дио Светог римског царства подијељен је на Царске округе, што је ефикасно одредило Њемачку против царске Италије и Краљевине Бохемије. Ипак постоји релативно мали број референци о њемачкој краљевини и употреба термина је била одређена.
Као средњовековна Енглеска и средњовековна Француска, средњовековна Немачка се у високом средњем веку консолидовала из конгломерата мањих племена, нација или држава. Термин rex teutonicorum („краљ Немаца“) први пут је ушао у употребу у Италији око 1000. године. Популаризовала га је канцеларија папе Гргура VII током контроверзе о инвеститури (крајем 11. века), можда као полемичко средство против цара Хенрија IV. У 12. веку, да би нагласили царски и транснационални карактер своје функције, цареви су почели да користе титулу rex Romanorum (краљ Римљана) при свом избору.
Надбискуп Мајнца је по службеној дужности био архиканцелар Немачке, пошто су његове колеге надбискуп Келна и надбискуп Трира били, надканцелари Италије и Бургундије. Ове титуле су наставиле да се користе до краја царства, али је заправо постојала само немачка канцеларија.
Различити називи за Немачку, Италију и Бургундију, које су традиционално имале своје судове, законе и канцеларије, постепено су изашле из употребе како је утицај краља/цара ван Немачке јењавао и немачко краљевство се поистовећивало са Светим римским царством.

## Залеђина

### Каролиншка Источна Франачка, 843–911.
Трипартитна подела Каролиншког царства извршена Верденским уговором била је врло рано оспорена смрћу цара Лотара I 855. Он је поделио своје краљевство Средње Франкије између своја три сина, и одмах је најсевернија од три дивизије, Лотарингија, била је спорна између краљева Источне и Западне Франкије. Рат око Лотарингије трајао је до 925. Лотар II од Лотарингије је умро 869. године, а Мерсенски уговор из 870. поделио је његово краљевство између источне и западне Франкије, али су се западнофранцуски суверени одрекли свог припадајућег дела Источној Франкији Уговором у Рибемонту 88. године. Рибемонт је одредио границу између Француске и Немачке до четрнаестог века. Лотарингијско племство је покушало да сачува своју независност од владавине Источне или Западне Франачке мењајући верност више пута након смрти краља Луја Детета 911. године, али је 925. године Лотарингију коначно уступио Источној Француској Рудолф од Западне Француске и након тога је формирано Војводство Лорена у оквиру Источнофранкијског краљевства.
Луј Германски је у то време био познат као „Rex Germaniae” (краљ Немачке), јер се његов брат звао краљ Галије. Ово је требало да разликује различите делове теоретски јединственог франачког краљевства, мада није познато да ли је то требало да значи нешто више.
Сама Источна Франкија је била подељена на три дела након смрти Луја Немачког (875). Традиционално названим „Саксонија“, „Баварска“ и „Швабска“ (или „Алеманија“), овим краљевствима су у сарадњи владала три сина Лудовика, а поново их је ујединио Карло Дебели 882. Регионалне разлике су постојале између народа различитих региона краљевства, и сваки регион су савременици лако могли описати као regnum, иако они свакако нису били сопствена краљевства. Заједнички германски језик и традиција заједничке владавине која датира из 843. године очували су политичке везе између различитих владара и спречили да се краљевство распадне након смрти Карла Дебелог. Настојања Луја Немачког да одржи своје краљевство и да му пружи снажну краљевску владу такође је увелико допринео стварању источнофраначке (тј. немачке) државе.